# Santacruz (Bombay)
Pour les articles homonymes, voir Santacruz (homonymie) et Santa Cruz.
Santacruz ou Santa Cruz est un quartier de Bombay, en Inde. La gare de Santacruz (en), sur la ligne de chemin de fer de banlieue de Mumbai, le terminal domestique (T1) de l'aéroport de Mumbai et un campus de l'université de Bombay sont tous situés à Santacruz (est).
Santacruz et sa banlieue voisine, Khar, font partie des quartiers H Est et H Ouest de la corporation municipale de Brihanmumbai (en). La localité compte 675 951 habitants, en 1991, sur une superficie de 12,98 km2, ce qui lui donne une densité de population de 36 668 personnes par kilomètre carré.